# Preljina
Preljina (cyr. Прељина) – wieś w Serbii, w okręgu morawickim, w mieście Čačak. W 2011 roku liczyła 1840 mieszkańców.